# Skandium

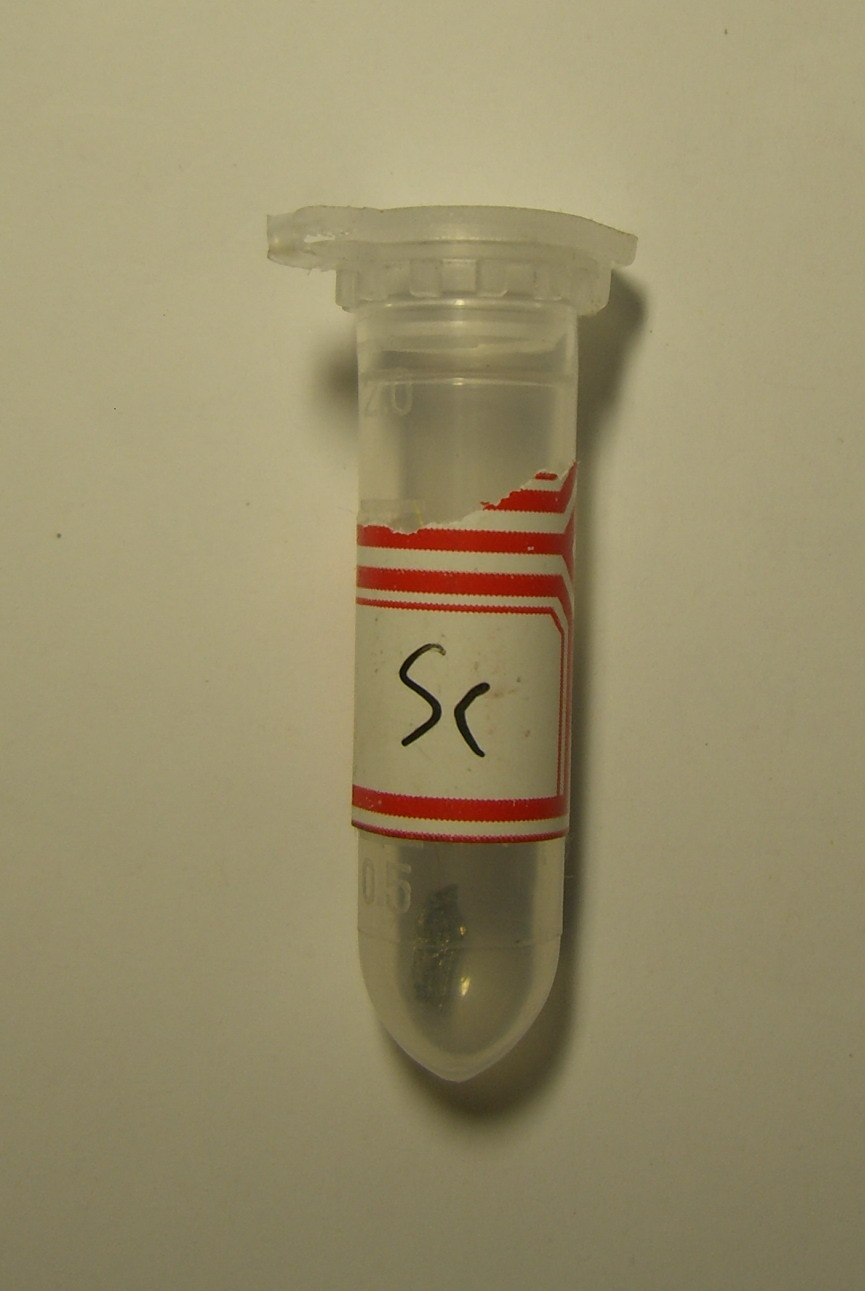
Skandium ve zkumavce

Skandium (chemická značka Sc, latinsky Scandium) je silně elektropozitivní, stříbřitě bílý, měkký kov. Oxidační číslo skandia ve většině sloučenin je +3. Průmyslové uplatnění skandia je poměrně malé, hlavní využití nachází při výrobě světelných zdrojů.

## Historie
Skandium patří mezi prvky, jejichž existenci předpověděl ruský chemik a tvůrce periodické tabulky prvků Dmitrij Ivanovič Mendělejev. Roku 1869 publikoval článek o předkládaných vlastnostech doposud neobjeveného prvku, který nazval ekabor.
Objev skandia učinil švédský chemik Lars Fredrick Nilson roku 1879 pomocí spektrální analýzy, když ve spektru směsi prvků vzácných zemin z minerálů euxtenitu a gadolinitu objevil doposud neznámé spektrální linie. Rozkladem těchto minerálů a chemickým dělením vzniklé směsi se mu podařilo získat 2 g vysoce čistého oxidu skanditého (Sc2O3).
Čisté kovové elementární skandium bylo připraveno až roku 1937 elektrolýzou taveniny směsi draslíku, lithia a chloridu skanditého ScCl3 při teplotě 700–800 °C na wolframové elektrodě.

## Základní fyzikálně-chemické vlastnosti

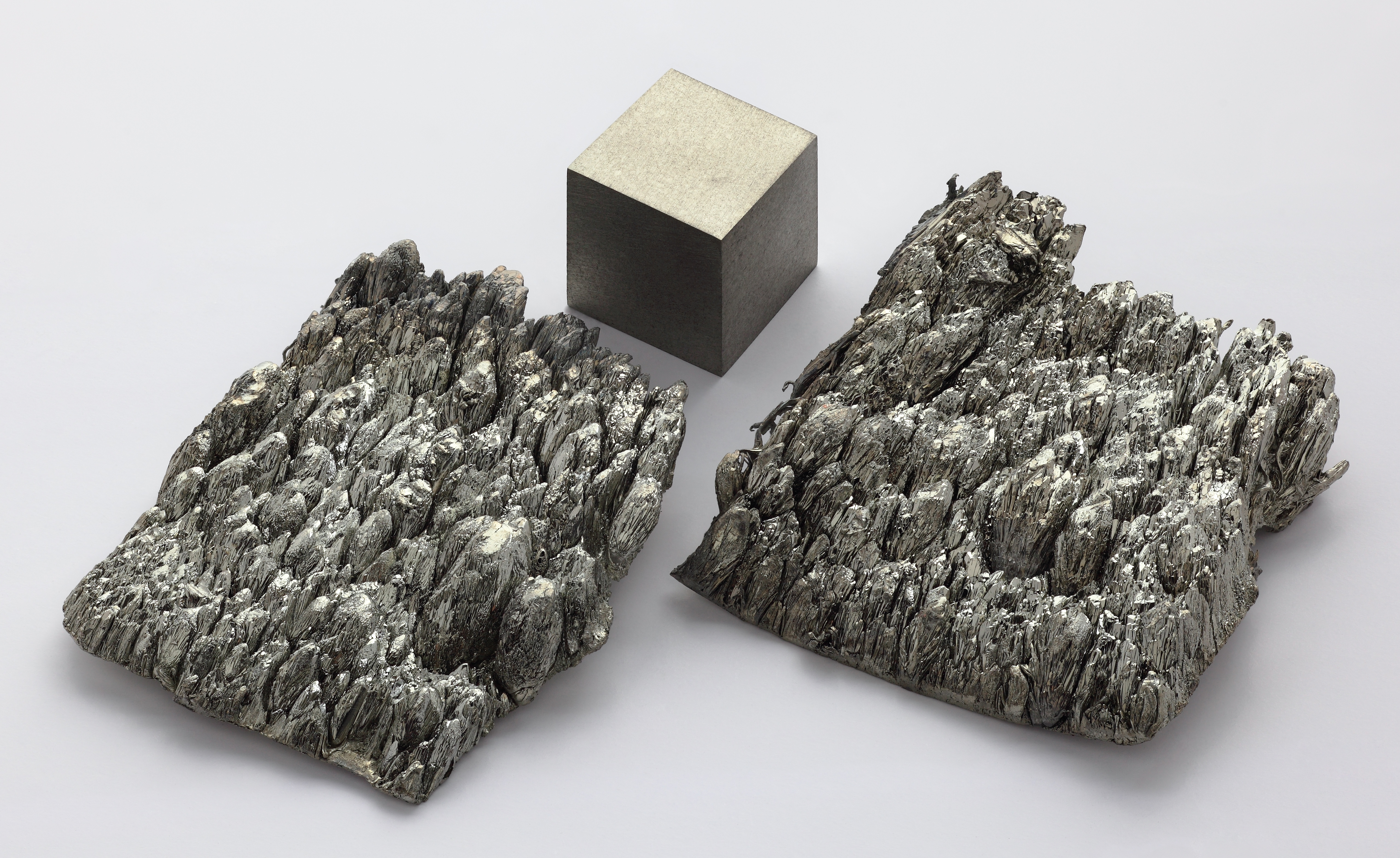
kovové skandium

Skandium je stříbřitě bílý, měkký a výrazně lehký kovový prvek, podobný svými vlastnostmi hliníku, titanu a lanthanoidům.
Chemicky je poměrně stálé, na vzduchu se pozvolna pokrývá vrstvičkou nažloutlého oxidu, který jej chrání před další korozí. Je odolné proti působení vlhkosti a vody, stejně tak odolává působení oxidačních kyselin.

## Výskyt
Skandium se vyskytuje v přírodě v relativně velkém množství. Jeho průměrný obsah v zemské kůře se pohybuje v rozmezí 5–22 mg/kg. V mořské vodě je jeho obsah značně nízký, přibližně 0,000 04 mg/l. Ve vesmíru připadá jeden atom skandia přibližně na 1 miliardu atomů vodíku.
Přestože neexistují žádná velká ložiska rud s vysokým obsahem skandia, značné množství se získává při zpracování uranových rud. Existuje pouze jeden nerost obsahující větší množství skandia – thortveitit Sc2Si2O7, jehož největší naleziště se nacházejí v Norsku.

## Výroba a použití
Jelikož nemá skandium žádný velký technický význam, vyrábí se pouze v malém množství. Z větší části se získává z odpadu při zpracování uranových rud, dalším zdrojem je thortveitit, který obsahuje 35–40 % oxidu skanditého.
Skandium se používá při výrobě vysoce intenzivních zdrojů světla, radioaktivní izotop 46Sc se používá při rafinaci ropy. Největší využití nachází ve slitinách s hliníkem, které se používají v leteckém průmyslu a při výrobě sportovního vybavení (kola, baseballové pálky, …). Používá se také jako konstrukční kov v kosmonautice.

## Izotopy
Přírodní skandium obsahuje pouze jeden stabilní izotop 45Sc. Dále je známo celkem 25 radioizotopů, z
nichž nejstabilnější je 46Sc (poločas rozpadu = 83,79 dnů).